# 커넥션스 (영국의 텔레비전 프로그램)
커넥션즈는 과학사학자 제임스 버크가 창작하고 발표한 10부작 다큐멘터리 TV 시리즈 그리고 이것에 바탕한 책이다. 이 시리즈는 BBC 과학부의 믹 잭슨이 제작 감독하였고, 영국에서 1978년에, 미국에서 1979년에 각각 방영되었다.

## 내용
커넥션즈는 역사 발전에 대한 선형적 내지 목적론적인 전통적 관점을 거부하고 "변화에 대한 대안적 관점"을 탐구한다. 어느 누구도 현대 세계의 어느 특정 발전을 따로 떼어 고려할 수 없다고 버크는 주장한다. 왜냐 하면, 현대 세계의 전체적 게슈탈트는 거미줄처럼 서로 연결되어 있는 사건들의 소산이기 때문이다. 그 각 사건은 예컨대 이윤, 호기심, 종교 따위의 개별적인 동기에 따라 행동하는 개인이나 집단을 포함한다. 이러한 개별적인 사건들의 전체적 상호작용이 역사와 혁신을 몰고 간다는 것이 이 TV 시리즈의 초점이다.

## 같이 보기
- 커넥션스 (캐나다의 텔레비전 프로그램)(마틴 버크, 1977)